# محمية صباح الأحمد الطبيعية
محمية صباح الأحمد الطبيعية هي محمية طبيعية تقع في شمال شرق الكويت بمساحة إجمالية تبلغ 330 كيلو مترا مربعا، تهدف المحمية إلى إعادة توطين الحيوانات والنباتات المهدده بالانقراض والمحافظة على الصفات الطبيعية للبيئة في الكويت، وتقع بالمحمية بحيرة أم الرمم التي تبلغ مساحتها التي تبلغ مساحتها 16.5 كيلو مترا مربعا، وقد تم ضخ المياه إلى منخفض وادي أم الرمم لتتشكل البحيرة.

## الطبيعة والتضاريس
تتكون المحمية على جرف صخري ارتفاعه 116 متراً من المسطحات الساحلية، ويرتبط به مستنقعات مالحة وكثبان رملية ممتده بالقرب من جون الكويت. وبها سهول حصوية التي تؤدي إلى وادي الرمم في الجهة الشمالية الغربية من المحمية.

## النباتات
يوجد بها 39 نوع من النباتات بالمناطق الساحلية وعدد 87 نوعاً في المنطقة الصحراوية.أهمها نبات العرفج والرمث والشنان والهرم، وأيضاً الثليث والغردق، بالإضافة لشجرة الطلحة.

## الطيور
يتواجد أكثر من 151 نوع من الطيور في المحمية، منها. 14 نوع متوطناً أو شبه مقيم فيها، بالإضافة لعدد 21 نوع من الزواحف كالضب والورل وغيرهم، وعدد 22 نوعاً من الثديات منها 7 أنواع مهددة بالإنقراض كالثعلب والفنك، وغرير العسل وغيرهم.

## إدارة المحمية
يدير المحمية فريق إدارة المحميات الطبيعية التابع لمركز الكويت للعمل التطوعي الذي ترأسه الشيخة أمثال الأحمد الصباح.

## معرض

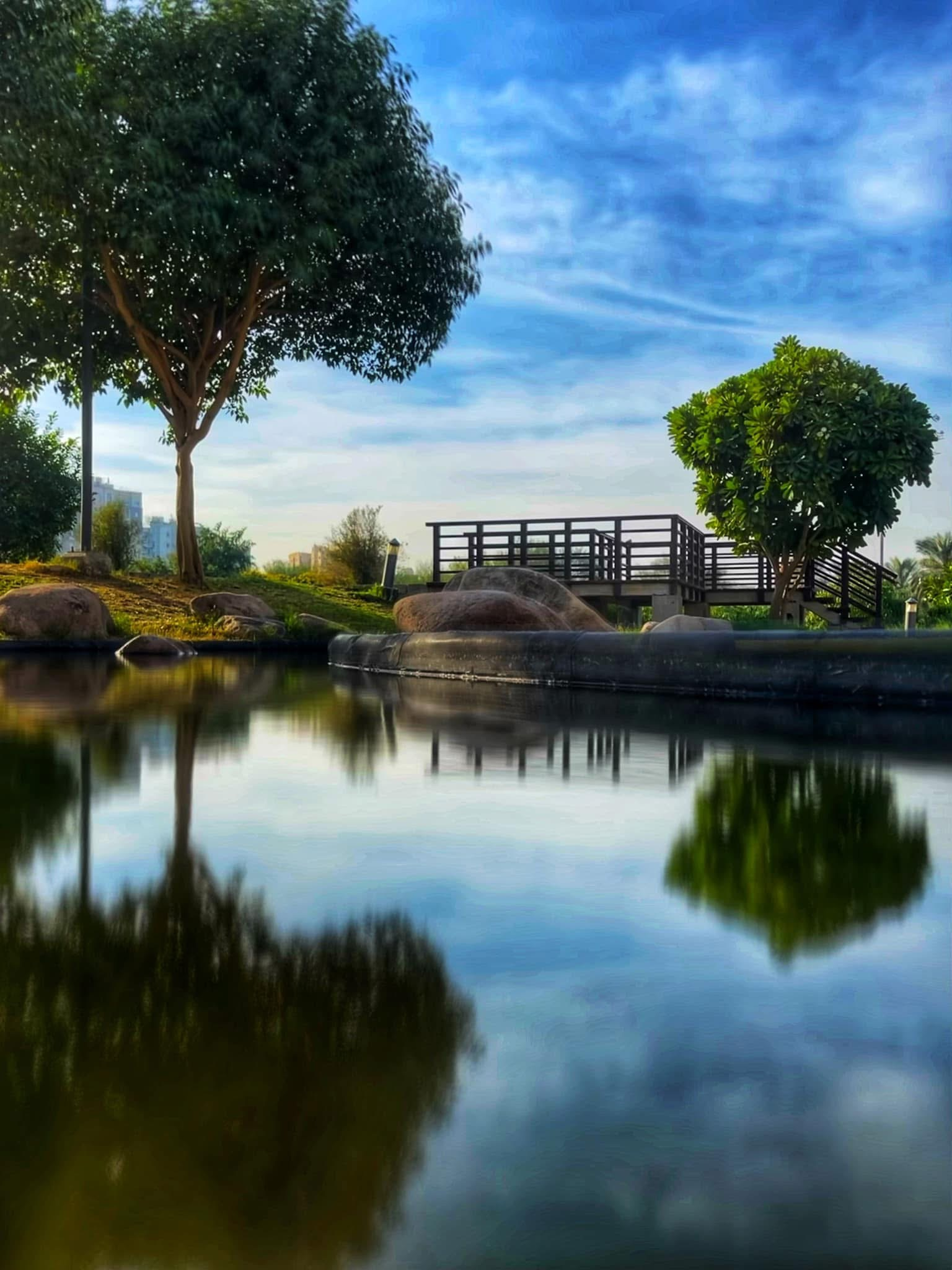
تقع المحمية في شمال شرق الكويت بمساحة إجمالية تبلغ 330 كيلو مترا مربعا
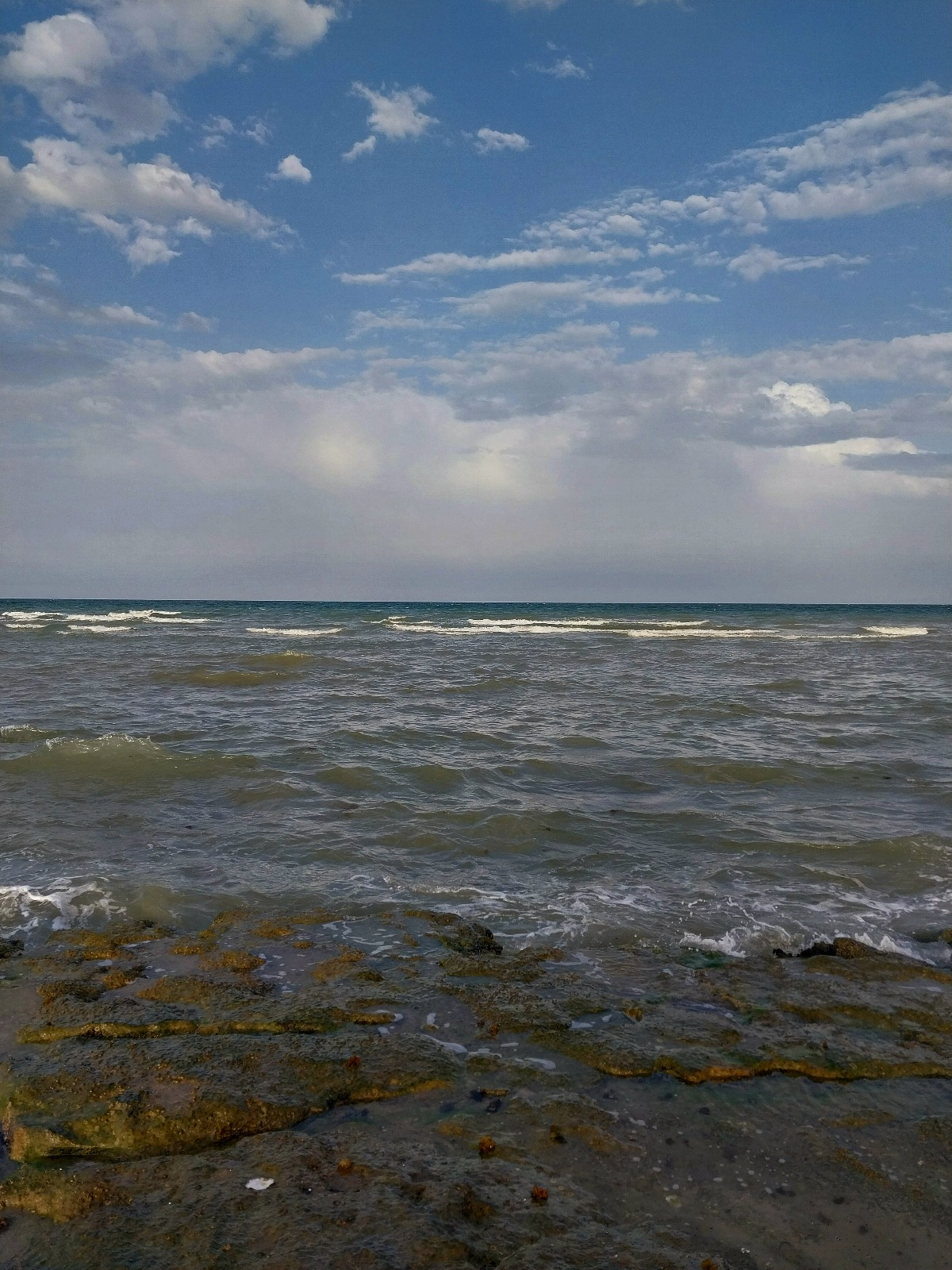
تقع بالمحمية بحيرة أم الرمم التي تبلغ مساحتها التي تبلغ مساحتها 16.5 كيلو مترا مربعا
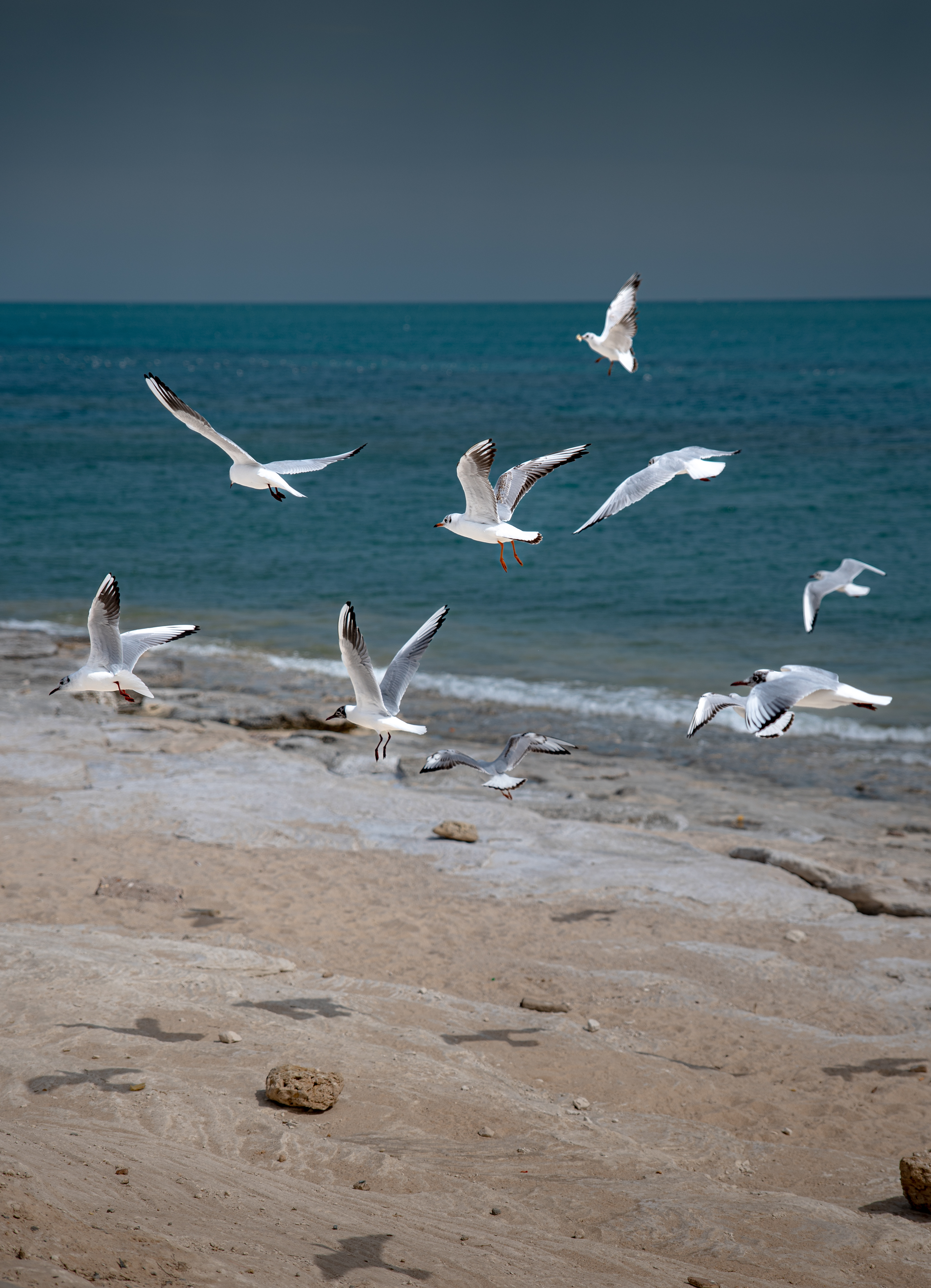
تتكون المحمية على جرف صخري ارتفاعه 116 متراً من المسطحات الساحلية
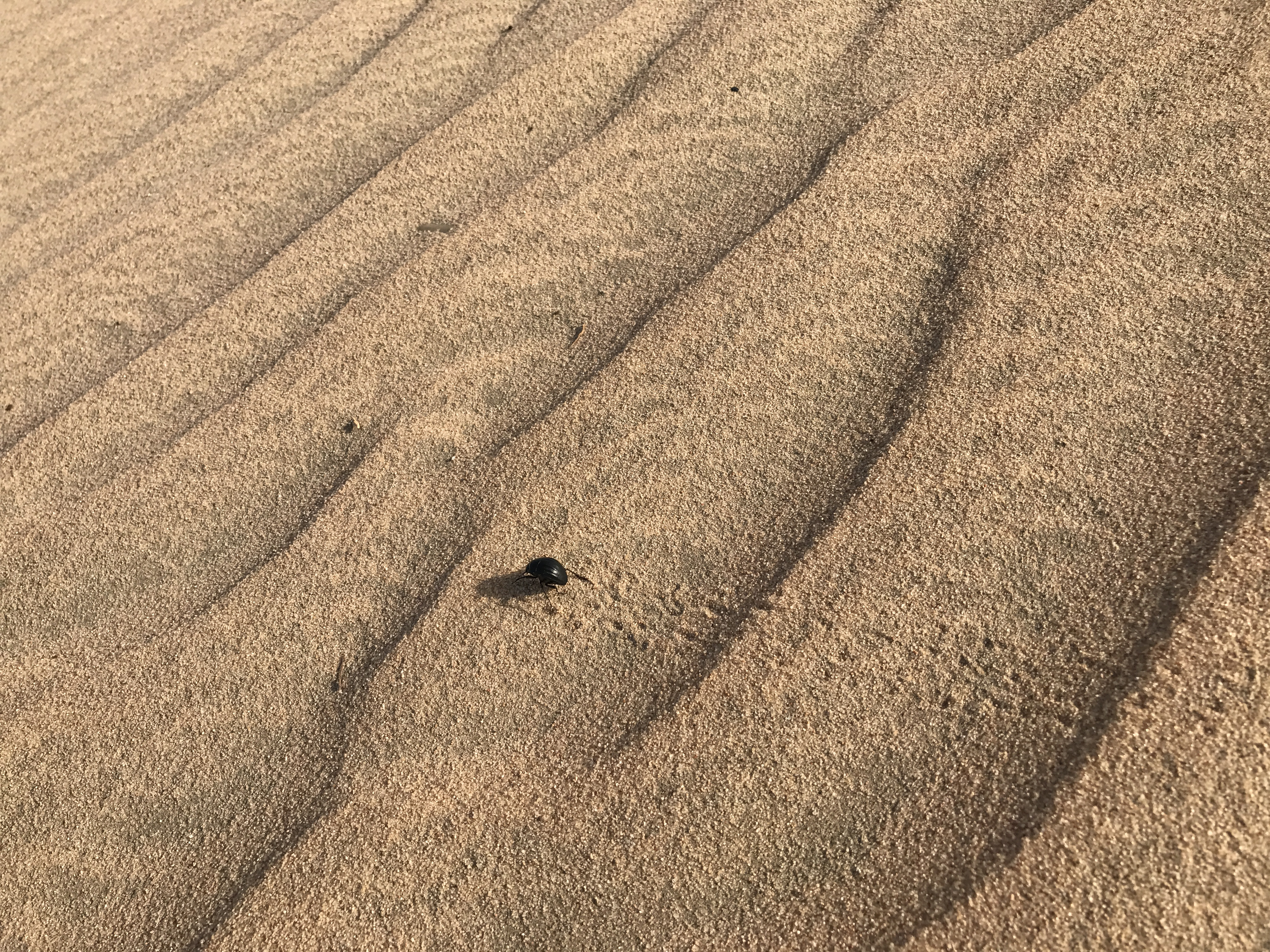
يرتبط بالمحمية مستنقعات مالحة وكثبان رملية ممتده بالقرب من جون الكويت.
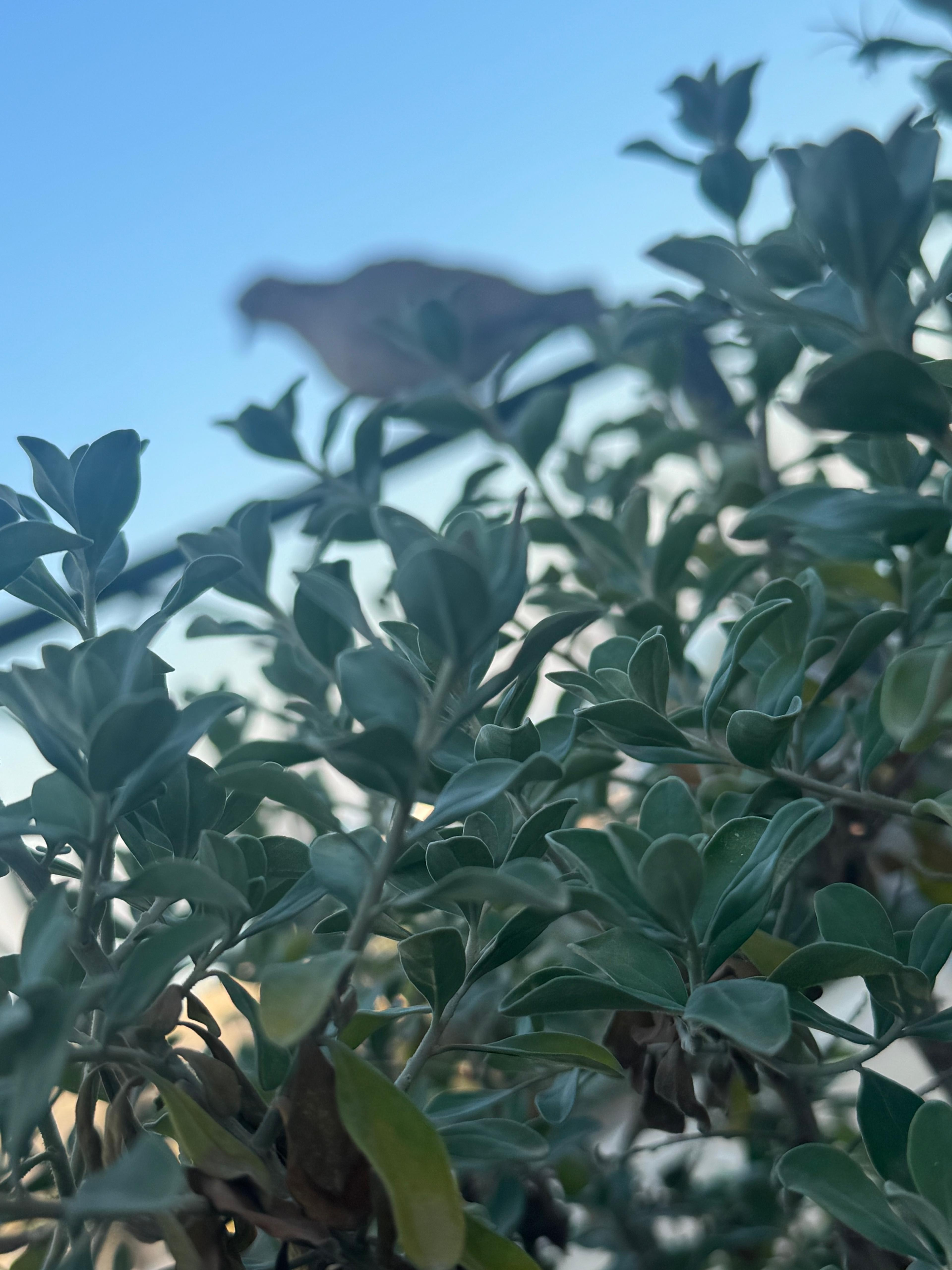
تهدف المحمية إلى إعادة توطين الحيوانات والنباتات المهدده بالانقراض
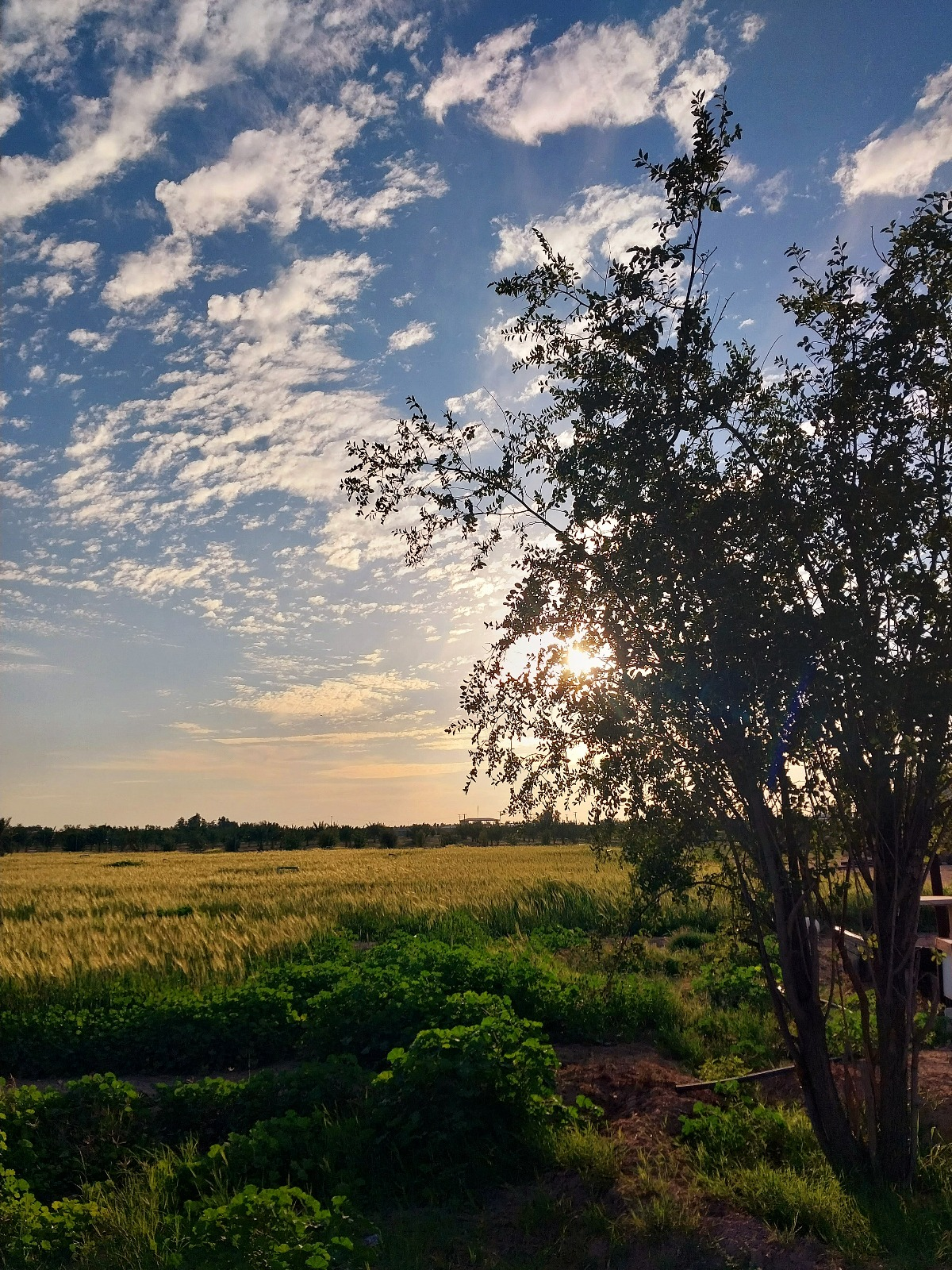
تهدف المحمية للمحافظة على الصفات الطبيعية للبيئة في الكويت
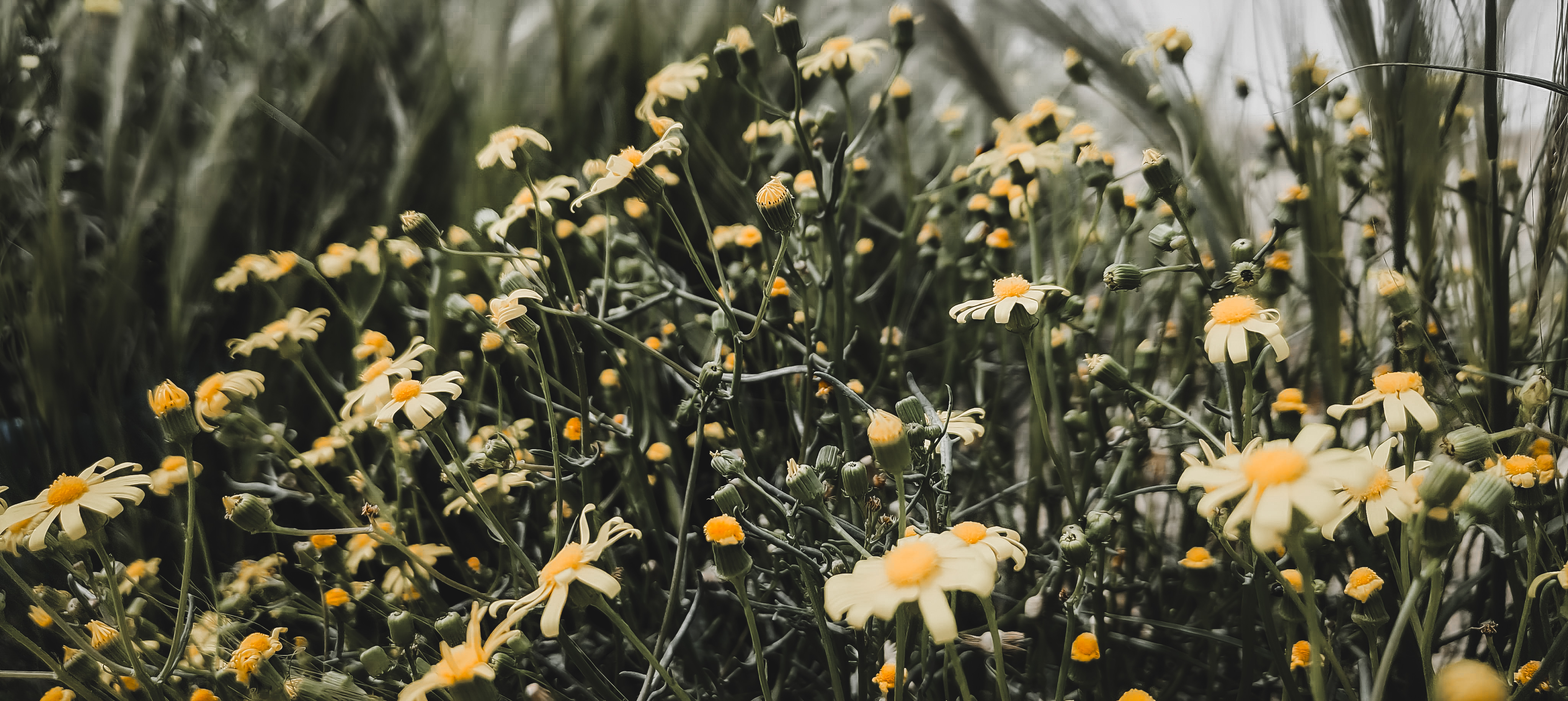
يوجد بالمحمية 87 نوعاً من النباتات في المنطقة الصحراوية
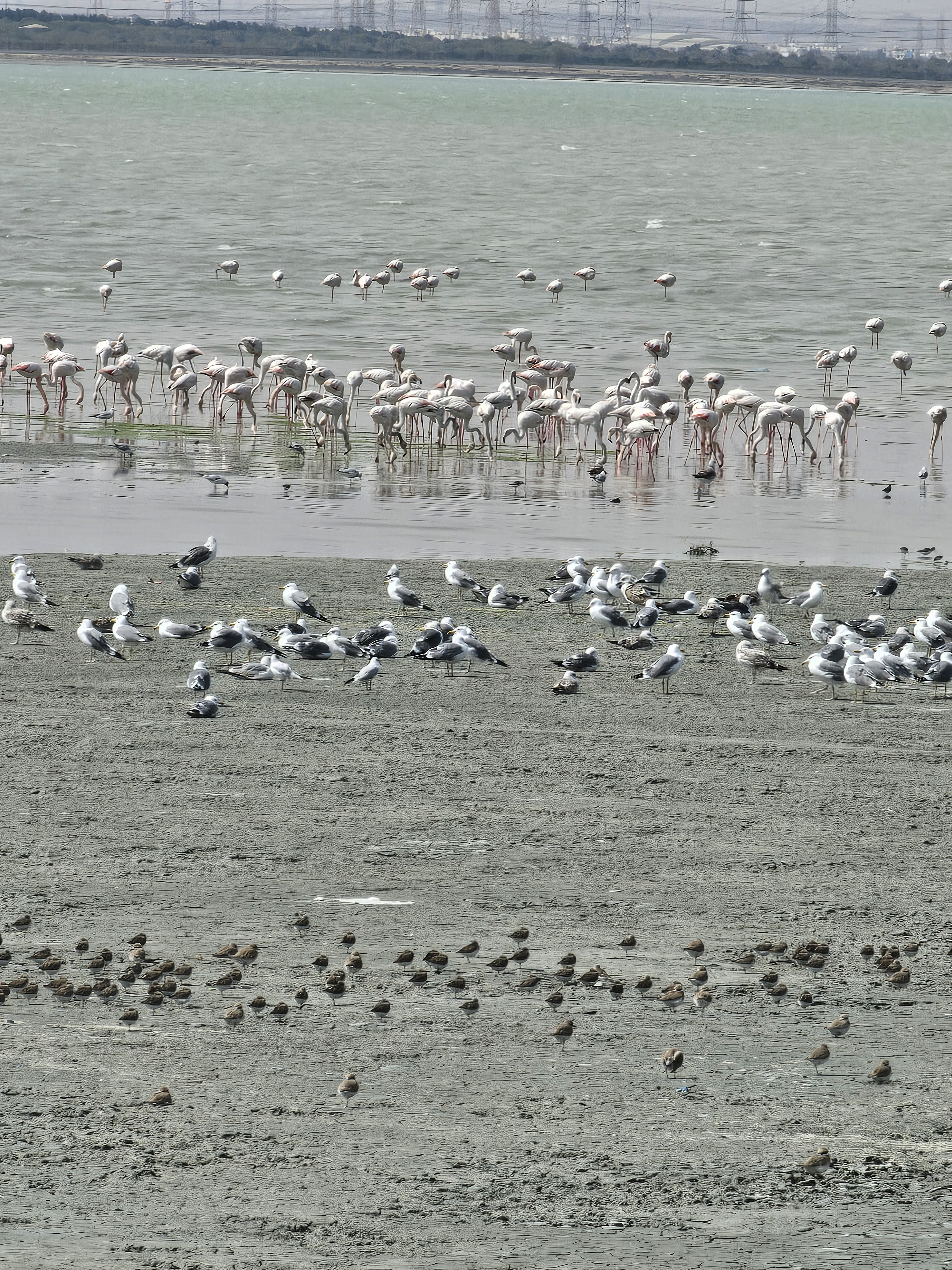
يتواجد أكثر من 151 نوع من الطيور في المحمية
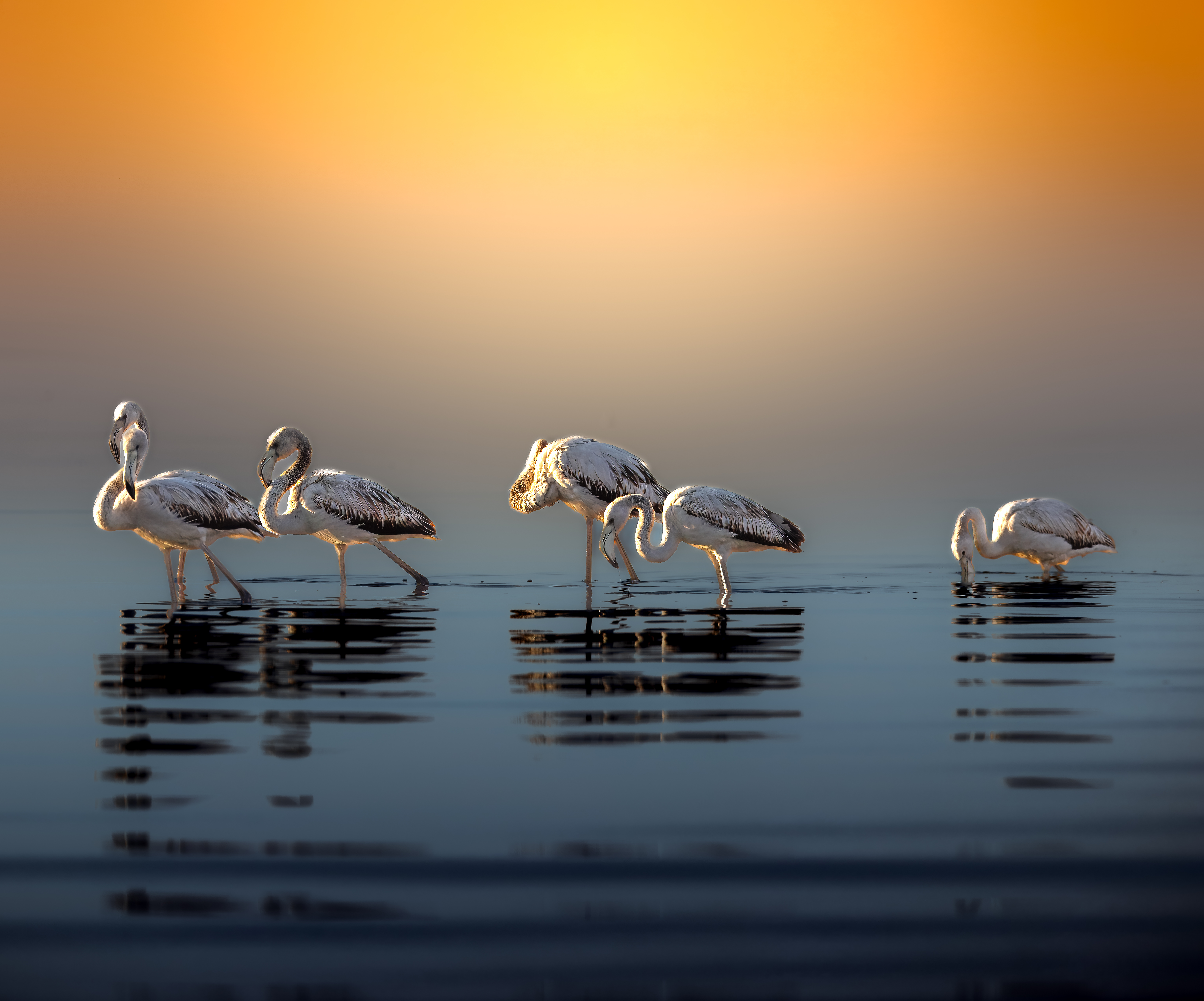
يتواجد 14 نوع من الطيور متوطناً أو شبه مقيم في المحمية
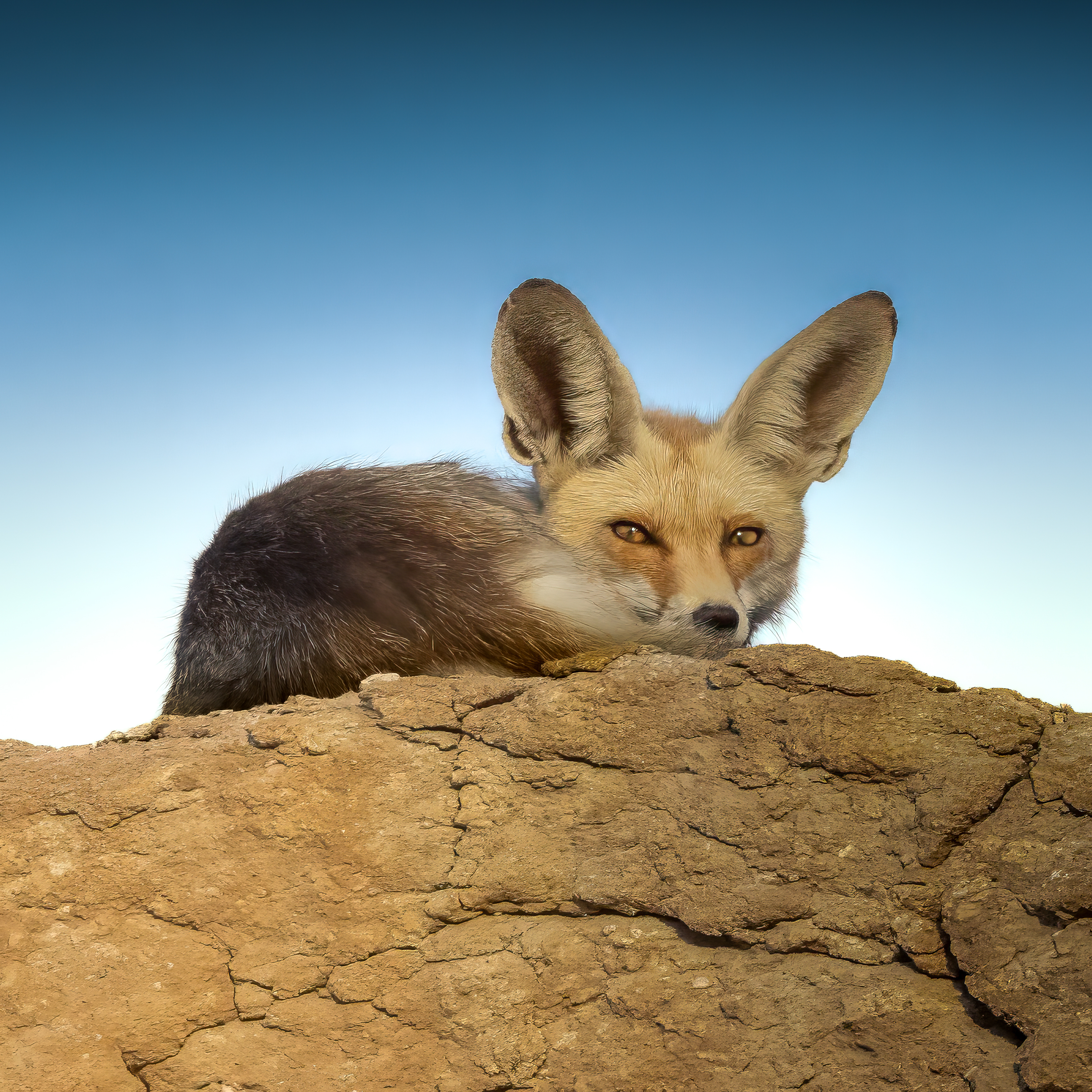
يتواجد بالمحمية 22 نوعاً من الثدييات منها 7 أنواع مهددة بالإنقراض كالثعلب والفنك وغرير العسل

## وصلات خارجية
- البيئة ومخاطرها - محمية صباح الأحمد الطبيعية